# Ignazio Silone

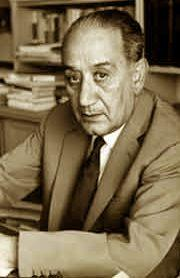
Ignazio Silone

Ignazio Silone (* 1. Mai 1900 in Pescina, Italien; † 22. August 1978 in Genf; Geburtsname Secondino Tranquilli) war ein politisch engagierter italienischer Schriftsteller.

## Leben

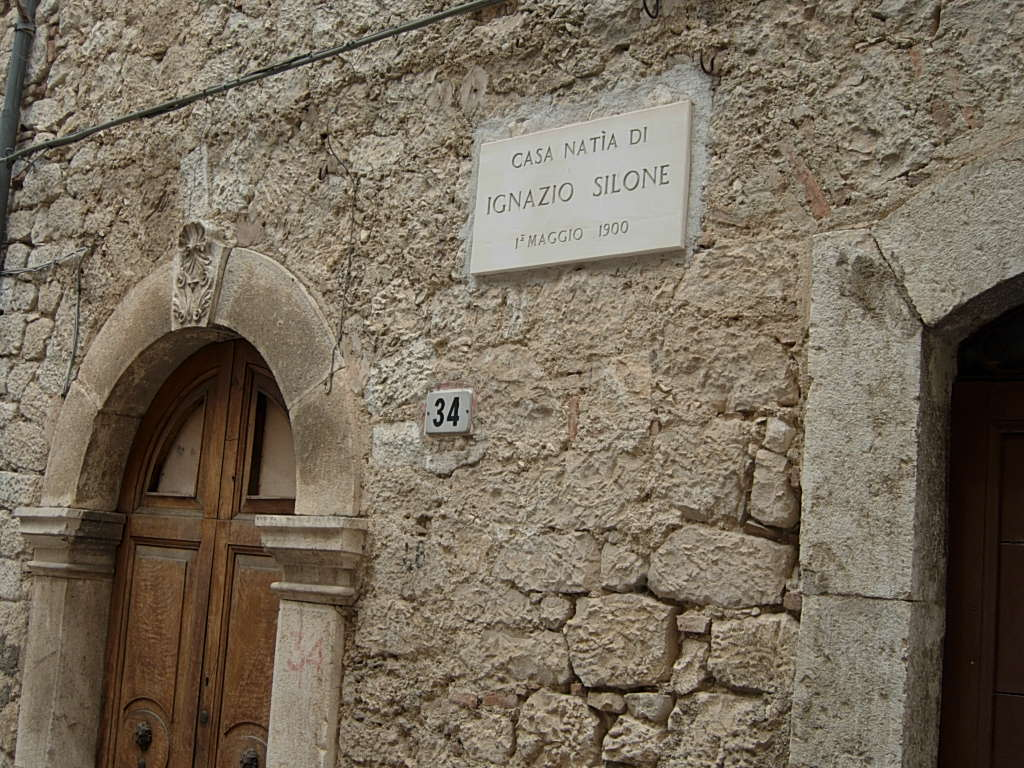
Geburtshaus von Ignazio Silone

Ignazio Silone wurde 1900 in Pescina, einem kleinen Ort in den Abruzzen in der Provinz L’Aquila, als Secondino Tranquilli geboren. Während seiner Untergrundaktivitäten gegen den Faschismus ersetzte er diesen Geburtsnamen durch das Pseudonym Ignazio Silone. Sein Vater war ein kleiner Grundbesitzer, die Mutter Weberin. Durch ein Erdbeben in der Marsica verlor Silone 1915 seine Mutter und fünf Geschwister; sein Vater scheint schon ein Jahr vorher umgekommen zu sein. Bereits in dieser Zeit begann Silone, sich politisch zu betätigen. Noch als Jugendlicher nahm er an den Kämpfen der Landarbeiter teil, denen gerade in seiner Heimatregion noch Überreste des alten feudalen Großgrundbesitzes gegenüberstanden. Hierbei kam er auch in Kontakt mit sozialistischem Gedankengut, das in seinem weiteren Leben eine wichtige Rolle spielen sollte.
Ohne einen Schulabschluss erworben zu haben, widmete Silone sich ab 1917 verstärkt seinen politischen Interessen. Er schrieb Artikel für das Parteiorgan der Sozialistischen Partei Italiens (PSI), Avanti! („Vorwärts“), in denen er unter anderem die Missstände kritisierte, die in der Marsica durch das Erdbeben aufgetreten waren. Im selben Jahr trat er dem regionalen Bauernbund bei und wurde Sekretär der Landarbeitergewerkschaft. 1917, nach seinem Umzug nach Rom, wurde er dort Sekretär der sozialistischen Jugend und zum Direktor ihrer Wochenzeitung L’Avanguardia („Die Avantgarde“) gewählt. Etwas später, nach seinem Eintritt in die Kommunistische Partei Italiens (PCI), wurde er zudem Mitarbeiter der Zeitung Il Lavoratore („Der Arbeiter“). 1919 lernte er den römischen Polizeiinspektor Guido Bellone kennen, dem er Informationen über die sozialistische Bewegung lieferte. Der Kontakt zu Bellone dauerte auch nach der Machtergreifung durch die Faschisten an und wurde erst 1930 in einem Brief an den Polizeiinspektor gelöst. Wegen dieser Spitzeldienste wurde Silone offenbar von der Polizei in seiner Reisetätigkeit und seiner Arbeit nicht behindert. Inwieweit er den Parteifreunden mit seinen Berichten schadete, ist umstritten und bleibt Gegenstand der Forschung.
Auf dem Kongress des PSI in Livorno trat Silone 1921 mit einem Großteil der sozialistischen Jugendorganisation in den sich gründenden PCI ein, in dem er die Leitung der Jugendorganisation übernahm. Durch den Sieg der Faschisten in Italien wurde Silone gezwungen, im Untergrund weiterzuarbeiten. Dabei stand er auch in Kontakt zu Antonio Gramsci, mit dem er zusammen für die geheim erscheinende L’Unità schrieb. Aufgrund seiner Funktion nahm er auch mehrmals an der Seite von Palmiro Togliatti und Gramsci an Sitzungen der Komintern in Moskau teil und unternahm im Parteiauftrag Reisen in verschiedene europäische Länder. Etwa 1930 ging Silone ins Schweizer Exil. Sein Bruder Romolo, der einzige aus seiner engeren Familie, der das Erdbeben überlebt hatte, war kurz zuvor aufgrund falscher Anschuldigungen im Zusammenhang mit einem Attentat in Mailand ins Gefängnis gebracht worden, wo ihn die Faschisten später umbrachten.
Im Exil wandelte sich Silones politische Haltung. Durch seine Position als Vertreter der italienischen Kommunisten bei der Komintern konnte er den Aufstieg Stalins und die damit verbundene Ausgrenzung innerparteilicher Gegner Stalins aus nächster Nähe miterleben. So war er zwischen 1927 und 1929 bei den Sitzungen anwesend, auf denen die Positionen Leo Trotzkis, Nikolai Bucharins und anderer vermeintlicher Stalingegner verurteilt wurden. Silone schloss sich diesen Verurteilungen nicht an. Aus Enttäuschung über die mangelnde Toleranz und Offenheit brach er mit der kommunistischen Bewegung und dem Kommunismus, was im Sommer 1931 auch zu seinem Parteiaustritt führte.
Im Schweizer Exil begann Silones Schaffen als Schriftsteller. Hier schrieb er Fontamara und die Bücher über Pietro Spina: Vino e pane („Wein und Brot“) und Il seme sotto la neve („Der Samen unter dem Schnee“), in denen er sich unter anderem mit seinem eigenen Leben und seiner Sichtweise über den Sozialismus auseinandersetzte. Die Texte der beiden vorgenannten verwandte Hanns Eisler in seinen 9 Kammerkantaten 1937. In dieser Zeit entstand auch Der Faschismus – seine Entstehung und Entwicklung. Im Gegensatz zu diesem Sachbuch, das zunächst auch im Italien der Nachkriegszeit nicht verlegt werden durfte, fanden seine ersten beiden Romane als Untergrundliteratur im faschistischen Italien ihre Leser.
Im Exil betätigte sich Silone weiterhin politisch. So hatte er ab 1939 die Leitung des sozialistischen Auslandbüros inne. 1941 und 1943 wurde er interniert, da er gegen das Verbot der politischen Betätigung verstoßen hatte.
Nach seiner Rückkehr nach Italien 1944 war Silone weiter im PSI aktiv und nahm als einer seiner Delegierten an der konstituierenden Nationalversammlung teil. Er wurde 1945 in die Direktion der sozialistischen Zeitung Avanti! berufen und leitete ab 1947 außerdem die von ihm mitgegründete Zeitung Europa Socialista („Sozialistisches Europa“). Nach der Spaltung des PSI, bei der Silones Sympathien bei dem sozialdemokratischen Flügel lagen, entschloss er sich zum weitgehenden Rückzug aus der Politik und widmete sich vor allem der schriftstellerischen Tätigkeit.
In diesem Zusammenhang übernahm er 1952 die Leitung der Zeitung Tempo presente („Unsere Zeit“) und war gleichzeitig Vorsitzender der proamerikanischen L’Associazione Italiana per la Libertà della Cultura („Italienische Vereinigung für die Freiheit der Kultur“). Diese Organisation war das italienische Pendant zum Kongress für kulturelle Freiheit und wurde vom amerikanischen Geheimdienst CIA finanziert, um antiamerikanische und prokommunistische Kulturschaffende zu isolieren. Die Zeitung Tempo presente war das italienische Gegenstück zu Preuves in Frankreich, Encounter in Großbritannien und Der Monat in Westdeutschland. 1967 wurde bekannt, dass die Zeitung durch geheime Fonds der CIA mitfinanziert wurde, woraufhin Silone sich von seiner Tätigkeit für die Zeitung zurückzog, während er bis 1969 Vorsitzender der L’Associazione Italiana per la Libertà della Cultura blieb.

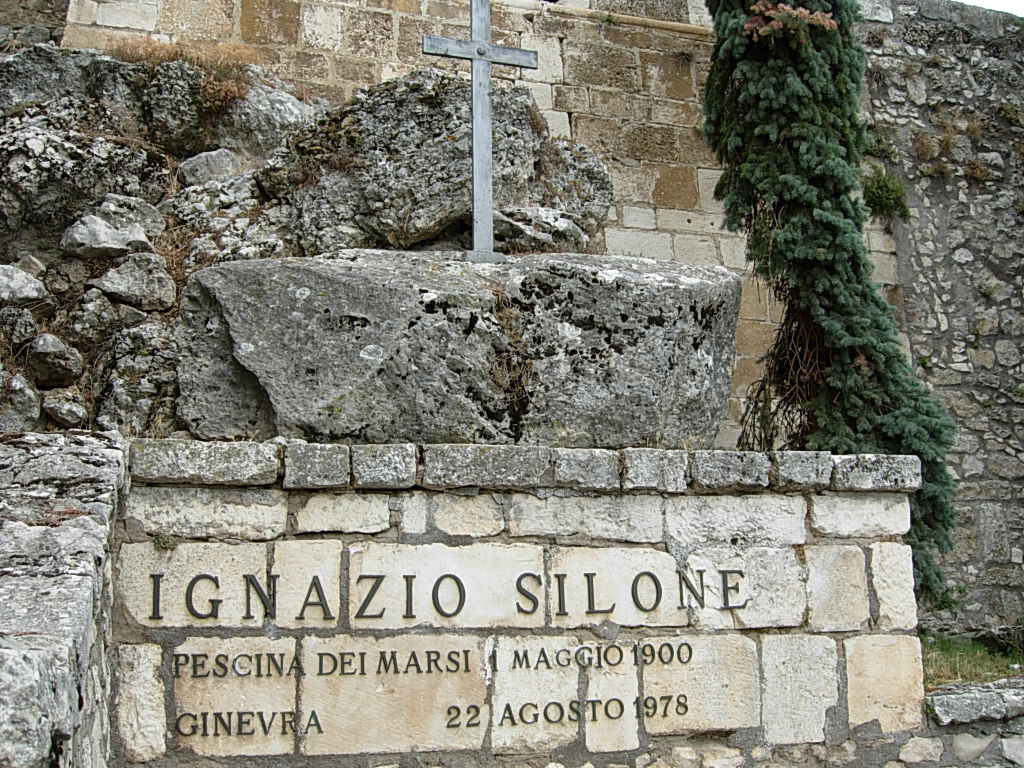
Grabstätte Ignazio Silones in Pescina dei Marsi

1969 erhielt Silone den Jerusalempreis für die Freiheit des Individuums in der Gesellschaft. Er war ab 1950 Mitglied der American Academy of Arts and Letters und ab 1954 Mitglied der Deutschen Akademie für Sprache und Dichtung; 1977 wurde er in die American Academy of Arts and Sciences gewählt. Zudem war er Träger weiterer Auszeichnungen.
Neben seinem Abschied vom politischen Tagesgeschehen begann er sich auch in anderer Hinsicht neu zu definieren. Er beschrieb sich nunmehr als „Christ ohne Kirche und Sozialist ohne Partei“. Die Entwicklung in diese Richtung begann allerdings bereits in den 1930er Jahren; schon in seinem zweiten Buch Pane e vino wird die Figur Pietro Spina in ähnlicher Weise beschrieben. Am 22. August 1978 starb Ignazio Silone nach schwerer Krankheit in einer Genfer Klinik.

## Werk

### Epik
Wie andere Romane beherrschen autobiographische Bezüge auch Silones Wein und Brot und verkünden seine Widerstands-Botschaft in den Worten Don Benedettos.
1. Die Handlung spielt in der Heimat des Autors, in der Provinz L’Aquila, und beschreibt, wie in Fontamara und Il seme sotto la neve, das arme und mühsame Leben der Menschen, die Angst vor den faschistischen Milizen haben und ihre einzige Hoffnung auf Verbesserung der Lage nicht in einer sozialistischen Revolution, sondern eher in der Auswanderung nach Amerika sehen.
2. Die Hauptfigur Pietro Spina hat eine ähnliche Biographie wie der Autor: Die meisten Familienangehörigen kamen beim Erdbeben 1915 ums Leben. Durch die Unterstützung des Priesters Don Benedetto (Don Luigi Orione) wurde er in ein kirchliches Internat aufgenommen. In Rom schloss er sich einer sozialistischen Jugendorganisation an und musste ins Ausland fliehen.
3. Anders als der Autor kehrt Spina 1935 aus dem Exil zurück und versucht, als Priester Don Paolo Spada verkleidet in seiner Heimat eine Untergrundorganisation aufzubauen. Dazu knüpft er Kontakte zu seinen früheren Gefährten aus der Schulzeit und dem römischen Untergrund, allerdings ohne Erfolg. Sein Genosse Luigi Murica wird getötet, und er muss wieder aus der Provinz fliehen.
4. Der Autor nutzt seine Figuren zu politischen und ideologischen Diskussionen, in denen der Protagonist und sein Lehrer Don Benedetto seine Sprachrohre sind. Spina kämpft mit vier Gegnern: der faschistischen Diktatur, den ängstlichen bzw. mehr oder weniger angepassten Menschen, der Vermeidungsstrategie der Amtskirche und der Doktrin seiner sozialistischen Organisation. Zur zweiten Gruppe zählt sein Schulkamerad, der Arzt Nuncio Sacca, der um seine Familie und seinen beruflichen Erfolg besorgt ist. Auf seine Argumentation: „Du bist nicht fähig zu begreifen, dass der Mensch im allgemeinen gar keine Wahl hat. Er findet Lebensbedingungen vor, denen er sich anpassen muss. Wenn die Verhältnisse ihm nicht zusagen, kann er nichts tun als abzuwarten, bis sie anders werden“, antwortet Pietro Spina: „Und wenn sie nicht von selbst anders werden? Wer soll sie denn ändern? Ach, wie trostlos ist eine Intelligenz, die nur dazu dient, Argumente zu liefern, die das Gewissen beruhigen sollen“. Sie müssten gegenüber der herrschenden Gesellschaftsordnung ihre „Wahl treffen: Unterdrückung oder Widerstand“. Der Geiger Uliva, mit dem Pietro viele Jahre in der kommunistischen Studentengruppe tätig war, hat enttäuscht den Kampf gegen die faschistische Diktatur aufgegeben und fragt Spina: „Was seid ihr? Eine Bürokratie im Werden. Im Namen anderer Ideen, was einfach bedeutet mit anderen Worten und für andere Interessen, erstrebt auch ihr die totalitäre Macht? Wenn ihr siegt […] bedeutet das für uns Untertanen den Übergang von einer Tyrannei zur nächsten“. Pietro widerspricht ihm zwar: „Das Schlimmste ist kapitulieren. Man kann die Herausforderung annehmen, sich widersetzen, kämpfen“, teilt aber insgeheim dessen Befürchtungen: „Ist es möglich, am politischen Leben teilzunehmen, sich in den Dienst einer Partei zu stellen und trotzdem ehrlich zu bleiben? Ist die Wahrheit nicht für mich eine Parteiwahrheit geworden und die Gerechtigkeit eine Parteigerechtigkeit? Steht nicht für mich das Interesse der Organisation als Höchstes über allen moralischen Werten, die wir als kleinbürgerliche Vorurteile verachten? Bin ich also einer dekadenten Kirche entronnen, um einer machthungrigen Sekte zu verfallen?“ Am hilfreichsten ist für ihn die revolutionär-christliche Haltung Don Benedettos, der ihm auf sein Bekenntnis: „Ich habe schon seit vielen Jahren meinen Glauben verloren“, mit dem Hinweis auf Pietros mit Kohle auf die Kirchenportalstufen geschriebenen Aufruf antwortet: „Auch ich habe mich in der Tiefe meiner Niedergeschlagenheit gefragt: Wo ist Gott? Warum hat er uns verlassen? […] Aber wenn ein einzelner wehrloser Mensch in einem feindlich gesinnten Ort sich eines Nachts aufmacht und mit einem Stück Kreide Nieder mit dem Krieg auf die Mauern schreibt, so spürt man ohne Zweifel hinter diesem wehrlosen Menschen die Gegenwart Gottes, und in der Missachtung der Gefahr und der Liebe zu den sogenannten Feinden spiegelt sich ein göttliches Licht“. „In der Heiligen Schrift ist oft vom Leben im Verborgenen die Rede. […] war Jesus nicht auch später als Erwachsener mehr als einmal genötigt sich zu verstecken, um seinen Verfolgern zu entgehen?“

### Politische Schriften

#### „Der Fascismus“
In seinem Buch Der Fascismus. Seine Entstehung und seine Entwicklung (1934), zugleich eine Geschichte der italienischen Arbeiterbewegung, lieferte Silone eine orthodox marxistische Interpretation des Faschismus. Seine Definition umfasste drei Dimensionen: Chronologisch beschrieb er den Faschismus als eine Bewegung, die in kapitalistischen Gesellschaften in Zeiten anhaltender Krisen entstehe, wenn weder kapitalistische Parteien noch Arbeiterbewegung in der Lage seien, das Vakuum zu füllen. Morphologisch stellte der Faschismus für Silone eine breite politische Massenbewegung des Kleinbürgertums mit nationalistischer Ideologie dar. Dialektisch sei der Faschismus eine sich entwickelnde und wandelnde Bewegung, die vom Faschismus als Regime zu unterscheiden sei.

„Das Kleinbürgertum kann wohl die politischen Führer für irgendeine Regierungsform liefern: als Klasse aber kann es keine Regierungsform richtunggebend beeinflussen, da sogar der Faschismus, die stärkste Bewegung, die je aus dem Kleinbürgertum hervorgegangen ist, in der offenen Diktatur der Hochfinanz und in einer noch nie dagewesenen Unterdrückung des Kleinbürgertums als Klasse ausläuft.“

Diese Definition, so Dave Renton, sei entscheidend, weil sie durch die Berücksichtigung der inhärenten Widersprüchlichkeit des Faschismus über die einfache Erklärung in Fontamara hinaus gehe. Silone begriff den Faschismus eher als eine gegen Reformen denn gegen Revolution gerichtete Bewegung. Dabei habe der Faschismus von der politischen Unreife der Arbeiterbewegung am Ende des Ersten Weltkriegs profitiert.
Geschrieben zwischen 1931 und 1934, wurde das Buch zu Silones Lebzeiten nicht in Italien veröffentlicht. Verbreitet wurde eine deutsche Übersetzung. Das Originalmanuskript ging im Schweizer Exil verloren.

#### Brief nach Moskau
Im August 1936 wendete Silone den antifaschistischen Anspruch der Kommunisten gegen die stalinistischen Schauprozesse. In der Redaktion der in Moskau erscheinenden deutschen Exil-Zeitschrift Das Wort hatte man gehofft, Silone für eine Diskussion über die politischen Implikationen seines Romans Brot und Wein zu gewinnen. Eine Rezension des Romans durch Ernst Ottwalt wurde verworfen, da insbesondere Bertolt Brecht jede Polemik gegenüber Silone ablehnte. Ottwalt schrieb einen privaten Brief, und Silone erklärte sich bereit, mit einem offenen Brief zu antworten. In diese Zeit fiel der erste Schauprozess gegen Sinowjew, Kamenew und andere. Silone reagierte darauf, indem er eine ganz andere Erklärung verfasste, an Das Wort schickte und in der Arbeiter-Zeitung in Basel veröffentlichte. Darin verwendete er vermutlich als Erster das Wort vom „roten Faschismus“.

„Welchen Wert haben da all Ihre Proteste gegen die fascistische Polizei und fascistische Gerichte? Welche Aufrichtigkeit Ihre Wortergüsse über die elementaren Rechte des Menschen, über die Würde des Menschen und über die Verteidigung der Kultur? Welchen moralischen Wert der sogenannte Humanismus, den Sie vertreten?
[…] Würde ich jetzt schweigen, so hätte ich nicht mehr den Mut, eine einzige Zeile gegen die fascistischen Diktaturen zu schreiben. […] Was wir vor allem brauchen, ist eine andere Art, das Leben und die Menschen zu betrachten. Ohne diese ‚andere Art…‘ würden wir selber Fascisten werden, meine lieben Freunde, nämlich rote Fascisten! Nun, was ich Ihnen ausdrücklich erklären mußte, ist, daß ich mich weigere, ein Fascist zu werden, und wenn es auch ein roter Fascist wäre.“

#### „Die Schule der Diktatoren“
Nach der Veröffentlichung von Brot und Wein schrieb Silone 1937/1938 die Satire Die Schule der Diktatoren. Darin erinnert sich ein in Zürich im Exil lebender italienischer Autor an eine Begegnung mit zwei Amerikanern, den Politiker Mr. Döbbel Juh und seinen Berater Professor Pickup, die in Europa Ideen sammeln wollen, wie man erfolgreich eine Diktatur errichten könnte. Nach Angaben Darina Silones war das Vorbild des Mr. Döbbel Juh der amerikanische Politiker Huey Long. Der Autor verweist die Amerikaner an Thomas, den Zyniker, ein Alter Ego Silones, und die Satire nimmt die Form eines Dialoges an. Als Thomas, der Zyniker, definiert Silone den Faschismus als eine Art Metapolitik.

„Obschon eine politische Bewegung, hat der Faschismus doch von Anfang an verstanden, dem Kampfterrain auszuweichen, auf dem seine Gegner ihm die Schlacht bereiteten und auf dem er zweifellos geschlagen worden wäre. Ohne den Programmen ein Programm entgegenzustellen, ohne sich auf diese oder jene Organisation des Staates von vornherein festzulegen, hat er es vielmehr gerade darauf abgesehen, die Politik als solche zu diskreditieren, samt deren Parteien und Programme [sic], und zwar mit Erfolg; und es ist ihm ferner gelungen, auf die verachtete politische Bühne eine Menge Überbleibsel einer primitiven, prälogischen und alogischen Mentalität zu bringen, die in den modernen Massen schlummerten und die der Zivilisationsfortschritt mit einem äußeren Firnis überzogen hatte, aber ohne ihre tieferen Wurzeln anzugreifen.“

Silone setzt sich mit Sprache und Kommunikation auseinander und erläutert, dass Politiker, die Massen erobern wollten, keine Programme erläutern, sondern Slogans wiederholen und sich Symbole aneignen sollten, mit denen sich ein gleichsam heiliges Band mit dem Heimatland knüpfen lasse. Für Silone ist die Entstehung des Faschismus nicht an eine Staatsform gebunden, sondern „eine Art nihilistische Betäubung“ für die „Besiegten des Lebens“, entstanden als Folge des Krieges, der Wirtschaftskrise und des Bankrotts der sozialistischen Parteien. Stanislao G. Pugliese sieht in Silones Analyse eine Synthese der Soziologie der Frankfurter Schule und der Psychoanalyse von Freud und C. G. Jungs, die auf Silones persönlichen Erfahrungen aufbaue und durch bäuerliche Weisheit gesiebt sei.
Von der Kritik wurde Silones Buch positiv aufgenommen und von einigen mit Machiavellis Der Fürst verglichen.

#### Nach 1945
Nach dem Zweiten Weltkrieg beschäftigte sich Silone in seinen Essays noch gelegentlich mit dem Thema Faschismus. Die Art und Weise, wie dieser untergegangen sei – halb Tragödie, halb Farce – warnte er, habe die Illusion entstehen lassen, dass die moralische Infektion des Nihilismus, die den Faschismus inspiriert habe, mit ihm untergegangen sei.

## Werke
- 1933: Fontamara.
- 1934: Der Fascismus: seine Entstehung und seine Entwicklung.
- 1937: Brot und Wein (Pane e vino, zuerst in deutscher Übersetzung erschienen; späterer Titel Vino e pane bzw. Wein und Brot).
- 1938: Die Schule der Diktatoren. Ein Lehrbuch für alle, die ernsthaft versuchen, die Männer, die Ideen und die Geschehnisse unserer Zeit zu erkennen. Deutsch von Jakob Huber (eig. Rudolf Jakob Humm). Europa Verlag Zürich und Longmans, Green, New York / Toronto 1938.
  - Auf Italienisch erstmals 1962 in einer überarbeiteten Fassung unter dem Titel La scuola dei dittatori bei Mondadori
  - Übersetzung von Lisa Rüdiger unter dem Titel Die Kunst der Diktatur. Kiepenheuer & Witsch, 1965.
- 1942: Il seme sotto la neve. Nuove Edizioni di Capolago, Lugano 1942.
  - Der Samen unter dem Schnee. Aus dem Italienischen von Werner Johannes Guggenheim.  Oprecht, Zürich 1941.
  - Aktuelle Ausgabe: Kiepenheuer & Witsch, Köln 1990, Übersetzung: Linde Birk.
- 1950: in: Ein Gott der keiner war. Europa Verlag, Zürich 1950, DNB d-nb.info [Autobiographisches]
- 1952: Eine Handvoll Brombeeren.
- 1957: Das Geheimnis des Luca.
- 1965: Notausgang. Autobiographie.
- 1968: Das Abenteuer eines armen Christen (L’avventura d'un povero cristiano).
- 1969: Der Fuchs und die Kamelien.
- 1981: Severina. (von Darina Silone-Laracy vollendet)

## Auszeichnungen
- 1965: Premio Marzotto für Notausgang. Autobiographie.; Italien – Auszeichnung der italienischen Industriellenfamilie Marzotto (1951 bis 1968)
- 1969: Jerusalem-Preis; Israel: Literatur- und Menschenrechtspreis, der Stadt Jerusalem
- 1971: Prix mondial Cino Del Duca; Frankreich: Auszeichnung, für Schriftsteller, deren literarischen oder wissenschaftlichen Werke, die Botschaft des modernen Humanismus verbreiten